# Antitrygodes privativa
Antitrygodes privativa là một loài bướm đêm trong họ Geometridae.